# Josto (nome)
Josto  è un nome proprio di persona italiano maschile.

## Varianti
- Maschili: Iosto[1]

## Origine e diffusione
È un nome classico ed ideologico, perché portato da Josto, figlio di Ampsicora, uno dei capi del tentativo di insurrezione sardo-punica contro i Romani nel 215 a.C.. Deriva da un nome di origine punica o numidica, tramandato da Tito Livio nella forma Hiostus e da Silio Italico in quella Hostus, che venne portato da Osto Ostilio, una figura della precoce storia di Roma.
Il nome è tipico della Sardegna dove, nella città di Alghero e in alcuni altri paesi (Ghilarza, Ossi, Tempio Pausania) sono presenti strade dedicate a Josto.

## Onomastico
Il nome è adespoto, non essendoci santi che lo abbiano portato. L'onomastico può essere festeggiato il 1º novembre, in occasione di Ognissanti.

## Persone
- Josto Maffeo, giornalista e scrittore italiano